# House of 1000 Corpses
House of 1000 Corpses (Casa de 1000 cadáveres, conocida como 1000 cuerpos en Hispanoamérica, La casa de los 1000 cadáveres en España y La casa de los 1000 muertos en México) es una película de terror de 2003 escrita y dirigida por Rob Zombie, y representa su debut como cineasta, aunque ya había incursionado en el género audiovisual. Entre muchos otros trabajos, intervino en el programa televisivo Pee-wee's playhouse, cantó una canción con Alice Cooper para el episodio «Schizogeny» de la serie The X-Files e hizo su incursión en el cine de animación con Beavis & Butt-Head Do America.

## Sinopsis
Siguiendo la estructura estándar de las películas de terror, la película se ambienta en 1977 y se centra en unos estudiantes universitarios que viajan por una zona rural de EE. UU. intrigados por una leyenda acerca del excéntrico científico Dr. Satán. Mientras buscan el sitio indicado, su coche experimenta problemas y se encuentran con los Fireflies, una gran y complicada familia que está formada por sádicos asesinos en serie, los cuales practicaban actos de tortura, necrofilia, ritos satánicos y canibalismo y en el pasado fueron entrenados por el Dr. Satán en una clínica psiquiátrica donde trabajaba como cirujano plástico.

## Reparto
| Actor              | Role                       |
| ------------------ | -------------------------- |
| Sid Haig           | Capitán Spaulding          |
| Bill Moseley       | Otis B. Driftwood          |
| Sheri Moon Zombie  | Baby Firefly               |
| Karen Black        | Mamá Firefly               |
| Erin Daniels       | Denise Willis              |
| Chris Hardwick     | Jerry Goldsmith            |
| Jennifer Jostyn    | Mary Knowles               |
| Rainn Wilson       | Bill Hudley                |
| Walton Goggins     | Agente Steve Naish         |
| Tom Towles         | Teniente George Wydell     |
| Matthew McGrory    | Tiny Firefly               |
| Robert Allen Mukes | Rufus "R. J." Firefly, Jr. |
| Dennis Fimple      | Abuelo Hugo                |
| Walter Phelan      | Dr. Satán                  |
| Michael J. Pollard | Stucky                     |

## Producción

### Antecedentes
Antes de trabajar en House of 1000 corpses, Rob Zombie trabajó en la película Beavis y Butt-Head Do America (1996) como parte del equipo de animación, en el año 1998 escribió un guion para la película The Crow: Salvation pero no fue aprobado y un año después, fue contratado por Universal donde construyó un laberinto basado en su álbum Hellbilly Deluxe para revivir los Halloween Horror Nights y fue un éxito rotundo que incluso el mismo Bill Mosley le otorgó un reconocimiento por su trabajo. Más tarde, en ese mismo Rob empezó a ser un colaborador destacado dentro de Universal, por lo que esperaba ser parte del equipo para una nueva película animada en 3D sobre Frankenstein de Mary Shelly y aunque el músico estaba involucrándose dentro de este proyecto, la película nunca dio luz verde. Por otro lado, Rob era reconocido en Universal por su trabajo en el Halloween Horror Nights y en el momento cuando estaba construyendo el laberinto, los ejecutivos estaban hablando que podrían realizar el siguiente año y Rob ideó una casa encantada llamada House of 1000 corpses pero al mismo tiempo ideó una historia relacionada con esa casa. En una reunión, Zombie hablo con los ejecutivos de Universal y estos quedaron fascinados por la idea, así que Rob al mismo tiempo que reunía al elenco y Andy Gould ponía el dinero, se construía la atracción del próximo Halloween Horror Nights.

### Rodaje
La película se rodó en un total de 25 días, desde el 14 de mayo hasta agosto del año 2000 bajo el presupuesto de 4 millones de dólares para un previo estreno en el mes de octubre de ese año. La atracción creada por Zombie (titulada por Universal como American Nightmare) sirvió como principal set para las escenas de la casa de los Firefly (inclusive el laboratorio subterráneo del Dr. Satán) y las escenas urbanas se filmaron en la Plaza Universal (Los Ángeles), mientras que la gasolinera Museo de Locos y Monstruos del Capitán Spaulding se filmó cerca del Rancho Four Acces, en Palmadale, California, hoy en día un lugar abandonado y las grabaciones caseras de Otis y Baby fueron filmadas en el sótano de Rob Zombie, aunque muchas de estas escenas fueron filmadas después de completar la película y el final se rodó con el poco presupuesto que quedaba.

## Problemas con el estreno
La película tuvo inconvenientes para encontrar un distribuidor por tres años, ya que siempre tuvo un halo de controversias y críticas constantes. De todas maneras fue comercialmente exitosa y logró el estatus de ser película de culto gracias a Internet. Tuvo una secuela, The Devil's Rejects, que fue estrenada en 2005 y tuvo mejor éxito, tanto en críticas como comercialmente, que su predecesor.
Se rodó en el año 2000, aunque no se estrenó hasta el 11 de abril de 2003. Su productora, Universal, para la cual el director diseñó un espectáculo de terror en uno de sus parques temáticos, no quiso estrenarla creyendo que iba a ser calificada para adultos. Posteriormente, el director vendió la cinta a Metro-Goldwin-Mayer, que también la rechazó, y acabó en manos de Lions Gate Entertainment.